# Trigonostemon hybridus
Trigonostemon hybridus är en törelväxtart som beskrevs av François Gagnepain. Trigonostemon hybridus ingår i släktet Trigonostemon och familjen törelväxter.
Artens utbredningsområde är Kambodja. Inga underarter finns listade i Catalogue of Life.